# National Radio Astronomy Observatory

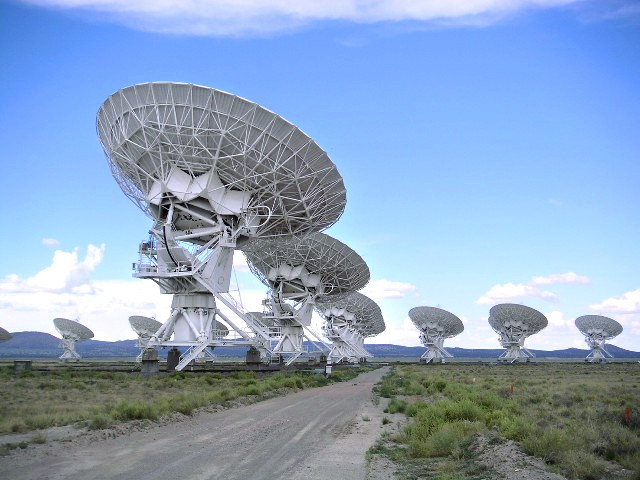
El "Very Large Array" en Nuevo Mexico, Estados Unidos

El National Radio Astronomy Observatory (en español «Observatorio Nacional de Radioastronomía», abreviado en inglés como NRAO) es un centro de investigación y desarrollo financiado con fondos federales de la Fundación de Nacional de Ciencias de los Estados Unidos operado bajo un acuerdo cooperativo por Associated Universities, Inc con el propósito de radioastronomía. El NRAO diseña, construye y opera sus propios radiotelescopios de alta sensibilidad para ser usados por científicos alrededor del mundo.